# Prunus subcordata
Prunus subcordata es una especie de arbusto de la familia de las rosáceas, nativa de la costa oeste de los Estados Unidos en California y Oregón. Crece en los bosques, con mayor frecuencia a baja altitud cerca de la costa, pero también en Sierra Nevada y Cordillera de las Cascadas, a una altitud de 100-1,900 metros. Su área de distribución rodea el Valle de San Joaquín, en especial las estribaciones del flanco occidental de Sierra Nevada, pero evita las montañas de la costa del suroeste de Valle de San Joaquín.

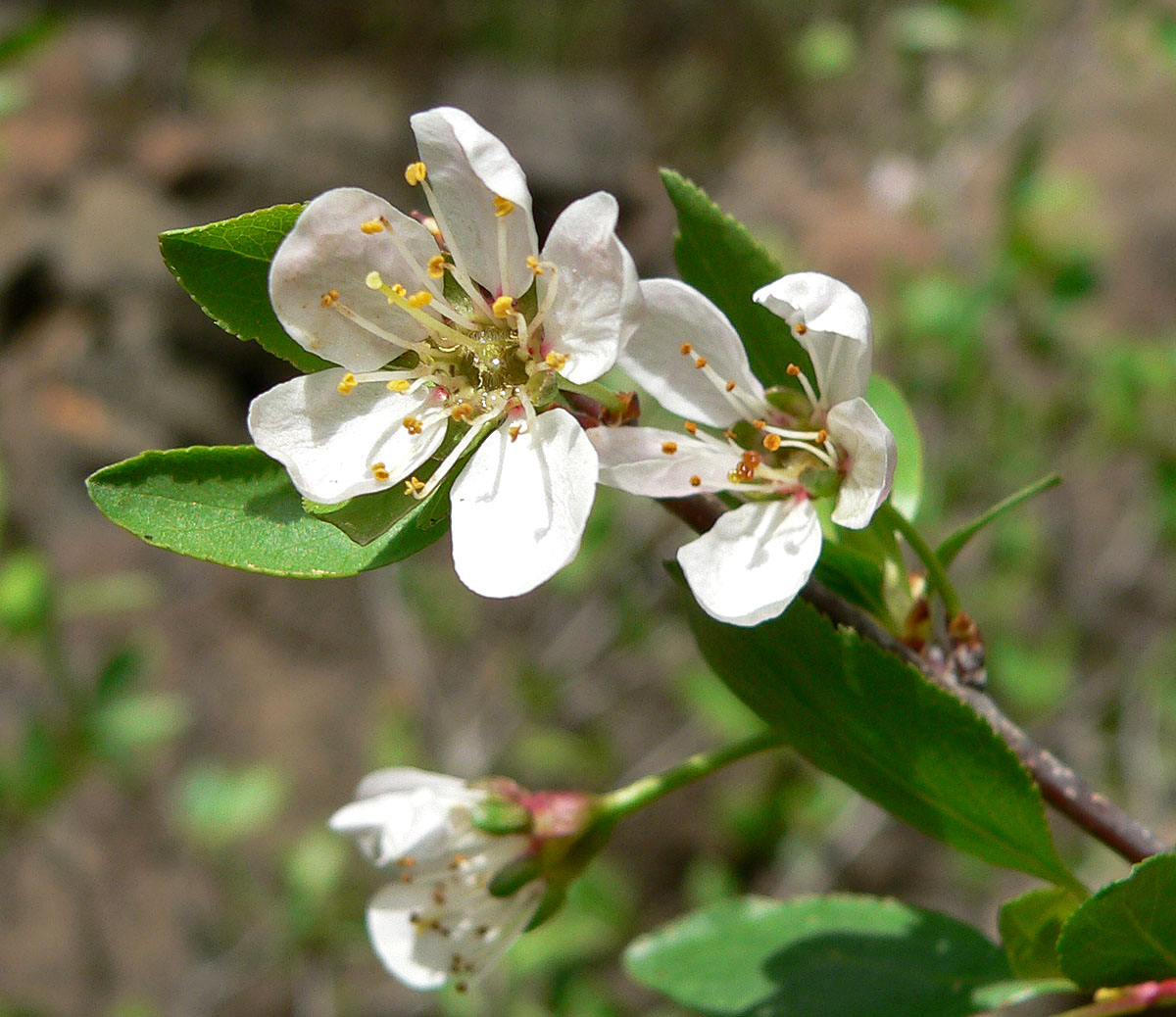
Hojas y flores.

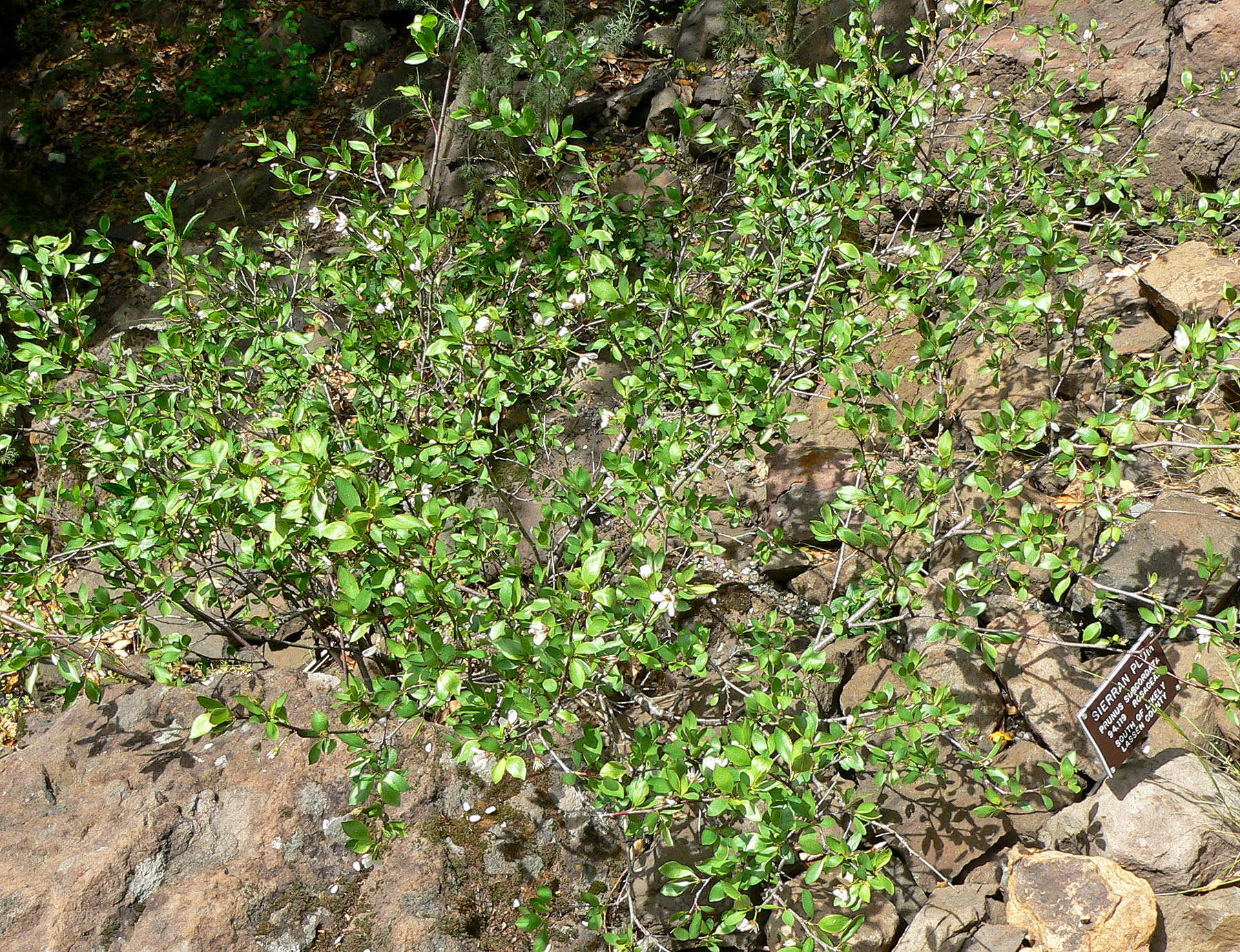
Matorral.

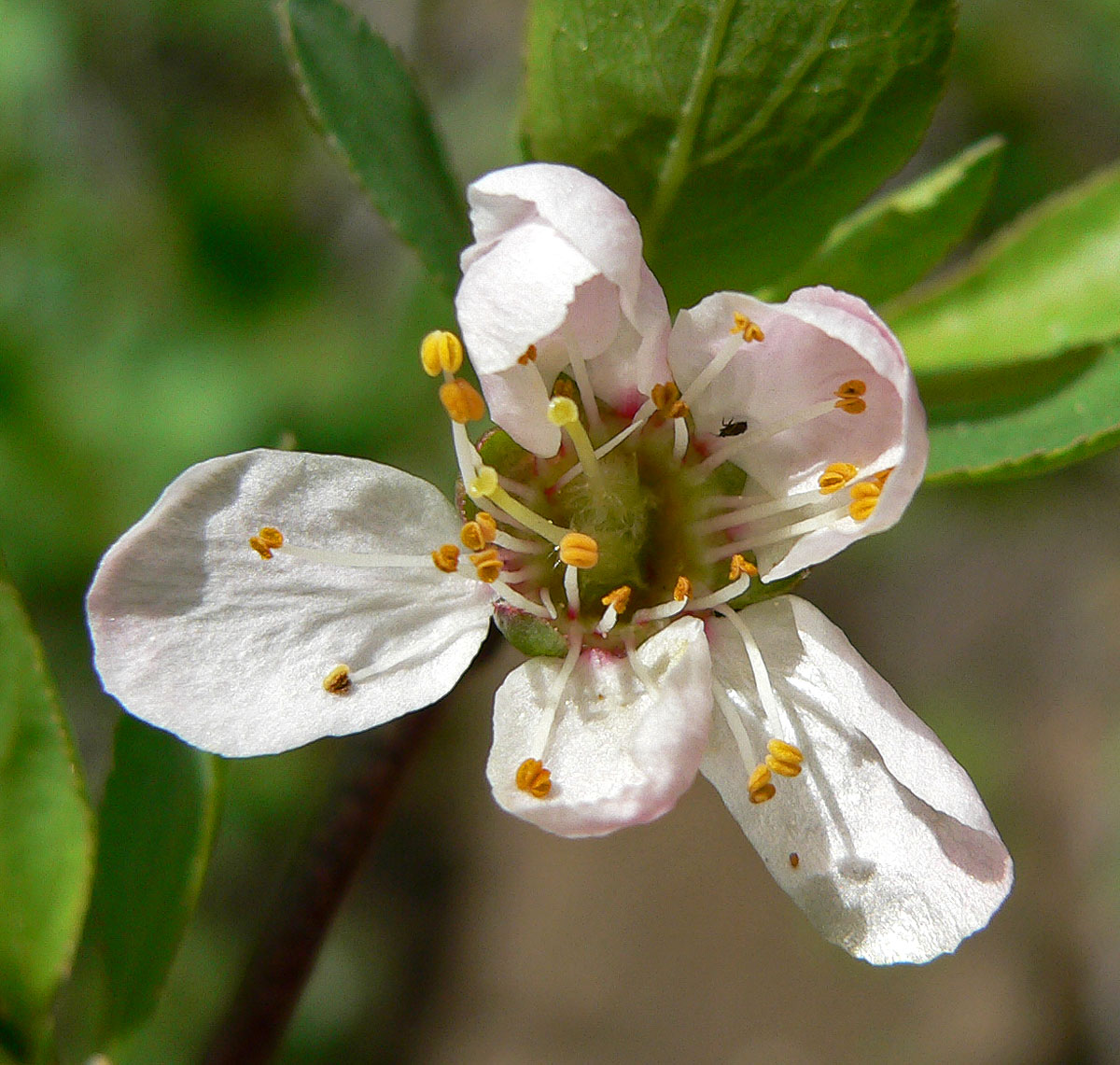
Detalle de la flor.

## Descripción
Es un arbusto caducifolio o pequeño árbol que alcanza un tamaño de 8 m de altura. Brota de sus raíces y  puede formar matorrales densos y espinosos. La corteza es de color gris con lenticelas horizontales de color marrón. Las hojas son de 2.5-5 cm de largo con un pecíolo de 4-15 mm, son de color verde oscuro y se pone roja, antes de caer, y son ligeramente dentadas. Las flores de color blanco o rosado,  aparecen en la primavera en grupos de uno a siete juntas. El fruto es una pequeña drupa, variable en apariencia, de 15-25 mm de longitud, y puede ser de color rojo o amarillo, madurando a finales del verano. Las ciruelas son pequeñas y agrias, pero comestibles.

## Taxonomía
Prunus subcordata fue descrita por George Bentham y publicado en Plantas Hartwegianas imprimis Mexicanas 308, en el año 1848[1849].
Etimología
Ver: Prunus: Etimología
subcordata: epíteto latíno que significa "casi con forma de corazón"